# Ferrisaurus
Ferrisaurus („železný ještěr“) byl rod malého rohatého ptakopánvého býložravce z čeledi Leptoceratopsidae. Fosilie tohoto dinosaura byly objeveny v sedimentech souvrství Tango Creek (pánev Sustut, provincie Britská Kolumbie) a mají stáří asi 68,2 až 67,2 milionu let (svrchní křída, maastricht). Formálně byl popsán v listopadu roku 2019. Jedná se o první druh neptačího dinosaura pojmenovaného z území Britské Kolumbie.

## Objev a popis
Fosilie byly náhodně objeveny roku 1971 při geologickém pátrání po uranu a thoriu. Původně byl tento dinosaurus známý jen jako blíže neurčitelný zástupce kladu Neornithischia, po detailním prozkoumání se však ukázalo, že se jednalo o zástupce čeledi Leptoceratopsidae, tedy malých rohatých dinosaurů. Objeveny byly pouze části lopatkového pletence a kostí končetin, lebka se nedochovala. Holotyp nese označení RBCM P900 a jednalo se o dinosaura dlouhého asi 1,75 metru a vážícího kolem 150 kg. Blízkými příbuznými tohoto rodu byly taxony Montanoceratops a Leptoceratops.